# Warren Sprout
Warren Austin Sprout (ur. 3 lutego 1874 w Picture Rocks, zm. 23 sierpnia 1945 w Westfield) – amerykański strzelec, mistrz olimpijski.
Był oficerem marynarki wojennej Stanów Zjednoczonych i zarządcą szpitala.
Sprout wystąpił na Letnich Igrzyskach Olimpijskich 1912 w ośmiu konkurencjach, zdobywając trzy medale – wszystkie w zawodach drużynowych. Indywidualnie najwyższą pozycję zajął w karabinie małokalibrowym w dowolnej postawie z 50 m, w którym uplasował się na 12. miejscu. W drużynowym strzelaniu z karabinu wojskowego zdobył wraz z kolegami z reprezentacji złoty medal, osiągając najsłabszy rezultat wśród amerykańskich zawodników (skład zespołu: Harry Adams, Allan Briggs, Cornelius Burdette, John Jackson, Carl Osburn, Warren Sprout). Z kolei jako najlepszy amerykański strzelec stanął na trzecim stopniu podium w karabinie małokalibrowym leżąc z 50 m (skład drużyny: Frederick Hird, William Leushner, Carl Osburn, Warren Sprout), a jako drugi najlepszy zawodnik drużyny zdobył brąz w karabinie małokalibrowym w wersji ze znikającą tarczą z 25 m (skład ekipy – poza Osburnem, którego zastąpił William McDonnell – był taki sam).

## Wyniki

### Igrzyska olimpijskie
| Igrzyska | Konkurencja                                              | Wynik                                         | Miejsce | Źródło |
| -------- | -------------------------------------------------------- | --------------------------------------------- | ------- | ------ |
| IO 1912  | Karabin dowolny, trzy postawy, 300 m                     | 896 pkt. (327–299–270)                        | 32      | [ 1 ]  |
| IO 1912  | Karabin wojskowy, trzy postawy, 300 m                    | 81 pkt. (41–40)                               | 37      | [ 2 ]  |
| IO 1912  | Karabin wojskowy, dowolna postawa, 600 m                 | 85 pkt.                                       | 14      | [ 3 ]  |
| IO 1912  | Karabin wojskowy, drużynowo                              | 1687 pkt. (druż.) 276 pkt. ind. (74–74–69–59) |         | [ 4 ]  |
| IO 1912  | Karabin małokalibrowy, dowolna postawa, 50 m             | 187 pkt.                                      | 12      | [ 5 ]  |
| IO 1912  | Karabin małokalibrowy leżąc, 50 m, drużynowo             | 744 pkt. (druż.) 193 pkt. (ind.)              |         | [ 6 ]  |
| IO 1912  | Karabin małokalibrowy, znikająca tarcza, 25 m            | 205 pkt.                                      | 17      | [ 7 ]  |
| IO 1912  | Karabin małokalibrowy, znikająca tarcza, 25 m, drużynowo | 881 pkt. (druż.) 221 pkt. (ind.)              |         | [ 8 ]  |